# Liste der Bodendenkmäler in Ornbau
Auf dieser Seite sind die Bodendenkmäler in der mittelfränkischen Stadt Ornbau zusammengestellt. Diese Tabelle ist eine Teilliste der Liste der Bodendenkmäler in Bayern. Grundlage ist die Bayerische Denkmalliste, die auf Basis des Bayerischen Denkmalschutzgesetzes vom 1. Oktober 1973 erstmals erstellt wurde und seither durch das Bayerische Landesamt für Denkmalpflege geführt wird. Die folgenden Angaben ersetzen nicht die rechtsverbindliche Auskunft der Denkmalschutzbehörde.

## Bodendenkmäler der Gemeinde Ornbau

### Bodendenkmäler in der Gemarkung Gern
| Lage            | Objekt                                              | Akten-Nr.     | Bild |
| --------------- | --------------------------------------------------- | ------------- | ---- |
| Gern (Standort) | Siedlung der Steinzeiten.                           | D-5-6829-0170 |      |
| Gern (Standort) | Freilandstation des Mesolithikums.                  | D-5-6829-0171 |      |
| Gern (Standort) | Siedlung vor- und frühgeschichtlicher Zeitstellung. | D-5-6829-0173 |      |
| Gern (Standort) | Siedlung vorgeschichtlicher Zeitstellung.           | D-5-6829-0245 |      |

### Bodendenkmäler in der Gemarkung Großenried
| Lage                  | Objekt                                                        | Akten-Nr.     | Bild |
| --------------------- | ------------------------------------------------------------- | ------------- | ---- |
| Großenried (Standort) | Freilandstation des Mesolithikums, Siedlung des Neolithikums. | D-5-6829-0020 |      |

### Bodendenkmäler in der Gemarkung Ornbau
| Lage              | Objekt | Akten-Nr.     | Bild |
| ----------------- | --- | ------------- | ---- |
| Ornbau (Standort) | Freilandstation des Mesolithikums, Siedlung des Neolithikums und der Urnenfelderzeit.                                                                  | D-5-6829-0180 |      |
| Ornbau (Standort) | Freilandstation des Mesolithikums, Siedlung des Neolithikums.                                                                                          | D-5-6829-0183 |      |
| Ornbau (Standort) | Siedlung der Steinzeiten. | D-5-6829-0184 |      |
| Ornbau (Standort) | Siedlung des Neolithikums. | D-5-6829-0185 |      |
| Ornbau (Standort) | Mittelalterliche Wüstung. | D-5-6829-0186 |      |
| Ornbau (Standort) | Siedlung vor- und frühgeschichtlicher Zeitstellung. | D-5-6829-0187 |      |
| Ornbau (Standort) | Siedlung vor- und frühgeschichtlicher Zeitstellung. | D-5-6829-0188 |      |
| Ornbau (Standort) | Mittelalterliche und frühneuzeitliche Befunde im Bereich der befestigten Altstadt von Ornbau.                                                          | D-5-6829-0236 |      |
| Ornbau (Standort) | Mittelalterliche und frühneuzeitliche Stadtbefestigung von Ornbau.                                                                                     | D-5-6829-0237 |      |
| Ornbau (Standort) | Mittelalterliche und frühneuzeitliche Befunde in den Vorstadtbereichen von Ornbau.                                                                     | D-5-6829-0238 |      |
| Ornbau (Standort) | Mittelalterliche und frühneuzeitliche Befunde im Bereich der Katholischen Pfarrkirche St. Jakob d. Ä.                                                  | D-5-6829-0239 |      |
| Ornbau (Standort) | Mittelalterliche und frühneuzeitliche Befunde im Bereich der Katholischen Friedhofskirche St. Jobst, Friedhof des Mittelalters und der frühen Neuzeit. | D-5-6829-0240 |      |